# Reichsbahnausbesserungswerk Dresden
Das Reichsbahnausbesserungswerk Dresden ist ein ehemaliges Ausbesserungswerk (Hauptwerkstatt) im Dresdener Stadtteil Friedrichstadt an der Peterstraße. Von 1894 an diente es der Instandsetzung von Wagen und zunächst auch Lokomotiven. Nach 1930 wurde ein neues Ausbesserungswerk an der Hamburger Straße errichtet. Nach der politischen Wende 1990 sank der Bedarf an zweiachsigen Güterwagen rapide und das Reichsbahnausbesserungswerk musste Mitte der 1990er Jahre schließen.

## Lage
Das erste Ausbesserungswerk, Werkstättenbahnhof genannt, befand sich 1894 auf dem Gelände des sehr großzügig angelegten Endbahnhofs der Berlin – Dresdner Eisenbahn mit den Umbauarbeiten eines Rangier- und Güterbahnhofs. Zwischen der Weißeritz und dem Ambrossufer (früher Weißeritzufer) und dem Rangierbahnhof Dresden-Friedrichstadt. In den zwanziger Jahren erwies sich die Hauptwerkstatt als zu klein und war außer dem nicht erweiterungsfähig (besonders die zu kurzen Drehscheiben). In den Jahren 1933 bis 1939 entstand ein großzügiger RAW-Neubau südlich am Rangierbahnhof an der Hamburger Straße, Postanschrift Hamburger Straße 39b.

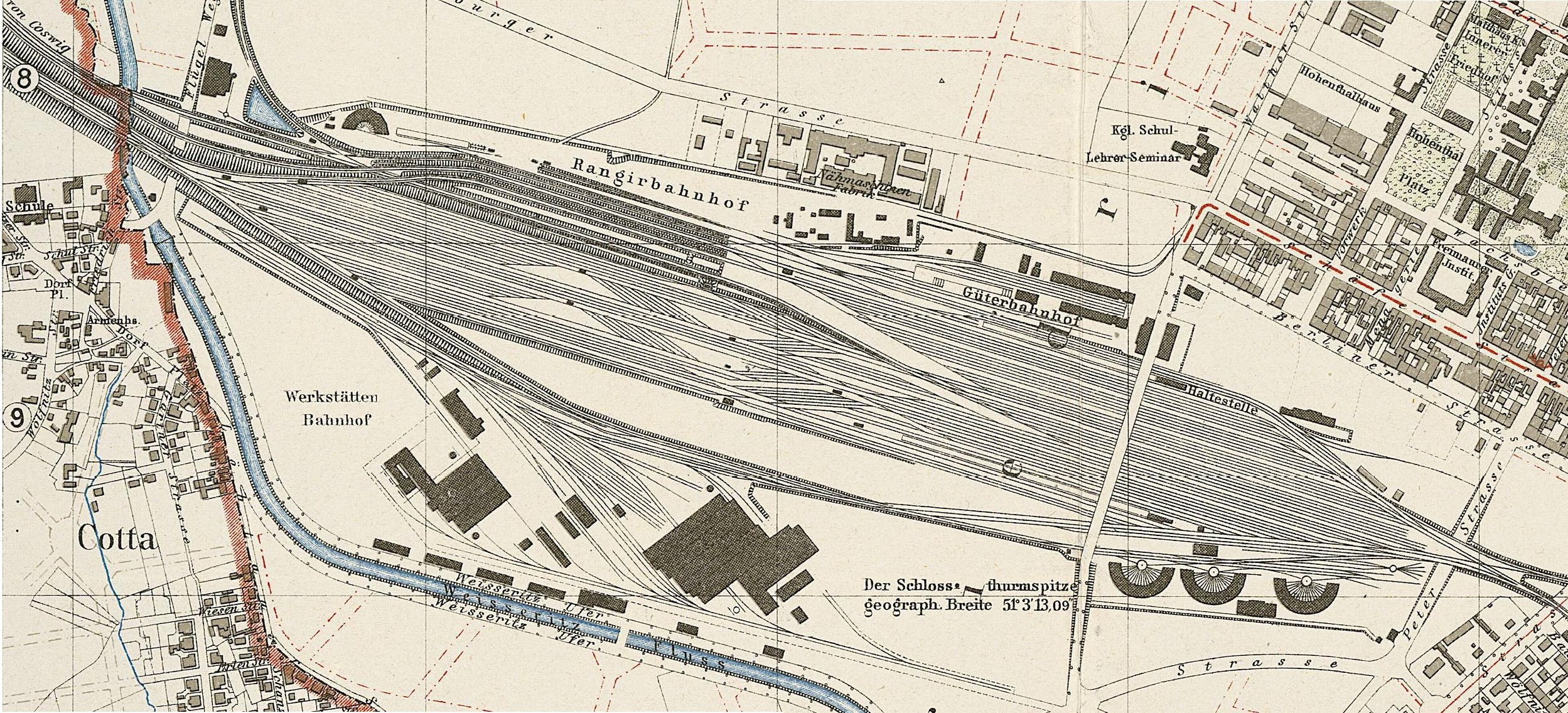
Dresden-Friedrichstadt um 1900

## Geschichte

### 1875 Der Berliner Bahnhof entsteht
Mit dem Bau des Berliner Bahnhofs in Dresden-Friedrichstadt in den Jahren von 1873 bis 1875 entstand der letzte der Endbahnhöfe, neben dem Leipziger,- dem Schlesischen, - dem Albert - und dem Böhmischen Bahnhof. Dieser Zustand der einzelnen Endbahnhöfe dauerte bis zum Jahr 1888, als sich die Unwirtschaftlichkeit der getrennten Endstationen mit den zahllosen bedingten Wagenbewegungen untereinander zum Hemmnis wurde. Zumal ja jeder Endbahnhof über eigene Güterbahnhöfe, Wagenstätten und Dampflokbehandlungsanlagen verfügte. Hinzu kam noch der Kohlebahnhof, kombiniert mit dem Güterbahnhof Dresden Altstadt. In den Planungen der Königlich Sächsischen Staatseisenbahn wurden moderne Verbindungen der Endbahnhöfe zu einem Hauptbahnhof, ein Güterbahnhof und eine Stadtbahn berücksichtigt. Einen geeigneten Standort für einen Güter- und Rangierbahnhof fand man in Dresden-Friedrichstadt auf dem Gelände des Berliner Bahnhofs, welcher bereits ab 1890 für die neuen Pläne abgerissen wurde. Dieses Areal wurde vom Dresdner Stadtrat für die Ansiedlung von Gewerbe und Industrie vorgesehen. Gleichzeitig, am 6. September 1890 begannen die Bauarbeiten für das erste 20-ständige Heizhaus (Rundschuppen) an der Peterstraße (heutige Behringstraße). Im Jahr 1893 entstanden noch zwei weitere 20-ständige Heizhäuser, diese drei wurden in das Bodenbacher Haus, das Chemnitzer Haus und das Leipziger Haus unterteilt. Nach sächsischer Manier verfügten die davor befindlichen Drehscheiben nur je ein Zufahrtsgleis zum jeweiligen Heizhaus.
Westlich von der Waltherbrücke entstand ein für Königlich Sächsische Staatseisenbahn damalige Verhältnisse ein geräumiges und großzügiges Ausbesserungswerk (Eisenbahnwerkstätten). Die Werkstätten waren unterteilt in Wagenhallen und Lokomotivwerkstatt. Des Weiteren entstanden ein Verwaltungsgebäude, Versorgungsgebäude, Richthalle, Tischlerei, Schmiedewerkstatt, Senkgrube, Sandtrocknungsanlage, Dreherei, Sattlerei, Lackiererei und Glaserei, sowie eine Radsatz- und Kupferwerkstatt.
Die Gleisanlage dazu verliefen diagonal zum Ablaufberg und konnte somit leichter bedient werden. Ein großer Fortschritt bedeuteten zwei in der Werkstatt befindliche Schubbühnen, mit denen die zu reparierenden Fahrzeuge in der Werkstatthalle transportiert werden konnten. Bei großen Reparaturbedarf wurde auch vor den Werkstattgebäude instand gesetzt. Ein dazu notwendiger Portalkran erleichterte die entsprechenden Reparaturleistungen. Vornehmlich vom Ablaufberg kamen die meisten Güterwaggons zur Instandsetzung.

Empfangsgebäude 1875

### 1894 Bau der Eisenbahnwerkstatt
Die neue Eisenbahnwerkstatt mit 53 Ständen und der großen Richthalle mit 180 Ständen wurde offiziell im November 1894 in Betrieb genommen. Instand gesetzt wurden alle im Direktionsbereich Dresden beheimateten Personen- und Güterwaggons und ebenfalls alle Regelspurlokomotiven der Königlich Sächsischen Staatseisenbahn. Weiterhin wurden alle schmalspurigen Fahrzeuge und Wagons in der Eisenbahnwerkstatt unterhalten. Während des Ersten Weltkrieges stieg der Bedarf an Arbeitskräften für die Instandsetzung, so dass Ende 1919 über 2.190 Beschäftigte hier arbeiteten. Nach dem schweren Auffahrunfall vom 22. September 1918 in Dresden Neustadt kam die Werkstatt an ihre Grenzen und konnte nicht alle beschädigten Wagen reparieren und wurden daher abgestellt. Von den verunfallten Personenwagen wurden drei verschrottet, nur die Drehgestelle fanden nach der Aufarbeitung wieder Verwendung. Hinzu kamen die hohen Reparationsleistungen an die Sieger des Ersten Weltkrieges. Große Probleme bereiteten die vor den Heizhäusern befindlichen zwei 15 Meter beziehungsweise eine 18,5 Meter Drehscheiben, weil die moderneren Lokomotiven nun länger gebaut waren und nicht mehr auf die Drehscheibe passten. Weiterhin erfolgte in den nachfolgenden Jahren um 1922 ein Personalrückbau statt.

### 1920 Umstrukturierung nach dem Ersten Weltkrieg
Am 1. April 1920, wurden auf Grundlage der Weimarer Verfassung, die ehemaligen Länderbahnen in eine neu gegründete vom Staat geführte Deutsche Reichseisenbahn überführt. Ab dem Jahr 1921 erfolgte die Umbenennung in Deutsche Reichsbahn. Die Verwaltung der Reichsbahn übernahm zunächst das Reichsverkehrsministerium. Im Jahr 1924 wurde es aus dem Ministerium ausgegliedert und eigenständig als staatliches Unternehmen weiter geführt. Gleichzeitig folgte im Zuge der Umsetzung des Dawes-Plans die Deutsche Reichsbahn-Gesellschaft (Abkürzung DRG) als neu gegründete Betriebsgesellschaft, die die im Eigentum des Reiches verbleibenden Eisenbahnen betrieb. Gemäß dem Versailler Vertrag wurden alle Gewinne als Reparationszahlung verpfändet. Im selben Jahr erwirtschaftete das Dresdner Ausbesserungswerk mit einer höheren größeren Arbeitsleistung die vom Versailler Vertrages geforderten Reparationsleistungen an die Siegermächte des Ersten Weltkriegs. Dazu wurden diverse Umstrukturierungen und Rationalisierungsmaßnahmen vorgenommen. Von hier aus erfolgte auch die Auslieferung des geforderten Reparationsmaterial an Lokomotiven und Güterwagen an die Siegermächte. Das Dresdner Ausbesserungswerk lieferte beispielsweise über 326 Dampflokomotiven diverser Baureihen. Zeitgleich erfolgte im Dezember 1924 eine Umbenennung der Friedrichstädter Hauptwerkstatt (HW) in Eisenbahn-Ausbesserungswerk und später im Jahr 1927 in Reichsbahn-Ausbesserungswerk (RAW). Somit entfielen die Instandsetzungen von Personenwagen und Gepäckwagen und im Jahr 1931 entfiel auch die Instandhaltung der schmalspurigen Fahrzeuge und Wagons. Nach einer weiteren Umstrukturierung entschied sich die Reichsbahndirektion nur noch für die Instandhaltung von Güterwagen. Es wurden für die Lokomotiven bei Bedarf eine Schnell - bzw. Notinstandsetzung durchgeführt. Mit der Gründung der Reichsbahn Gesellschaft wurde nun aus der Heizhausanlage an der Peterstraße (heutige Behringstraße) das Bahnbetriebswerk (Bw) Dresden-Friedrichstadt. Es unterstand nunmehr dem Reichsbahn-Maschinenamt 2 Dresden. Die Heizhäuser erhielten die Bezeichnung 1 (vordem Bodenbacher Haus), Maschinen der Baureihe (BR) 55, Nummer 2 (vordem Chemnitzer Haus) für Maschinen der BR 58 und im Heizhaus 3 (vordem Leipziger Haus) waren die Tenderlokomotiven wie BR 94 untergebracht. Die neue Nummerierung erfolgte ohne dem Heizhaus des ehemaligen Berliner Bahnhofs an der Hamburger Straße. An den Dampflokomotiven orientierte man sich von den drei gekoppelten bis schließlich zu den fünf gekoppelten Lokomotiven der BR 57 und später der BR 58. Eine geplante Erweiterung des Bw´s mit einem Hochbunker für die Bekohlung an der Waltherstraße wurde nicht ausgeführt.
Trotz der Möglichkeiten, das RAW zu erweitern und zu vergrößern, beschloss die Reichsbahndirektion Dresden am 8. April 1930 einen Neubau an der Hamburger Straße. Hauptgrund waren die Querungsfahrten der Bahnhofsgleise der Dampflokomotiven vom und zum Bw. Zudem hätte die Erweiterung Kosten von 2,7 Millionen Reichsmark für den Erwerb von Grundstücken in Anspruch genommen.

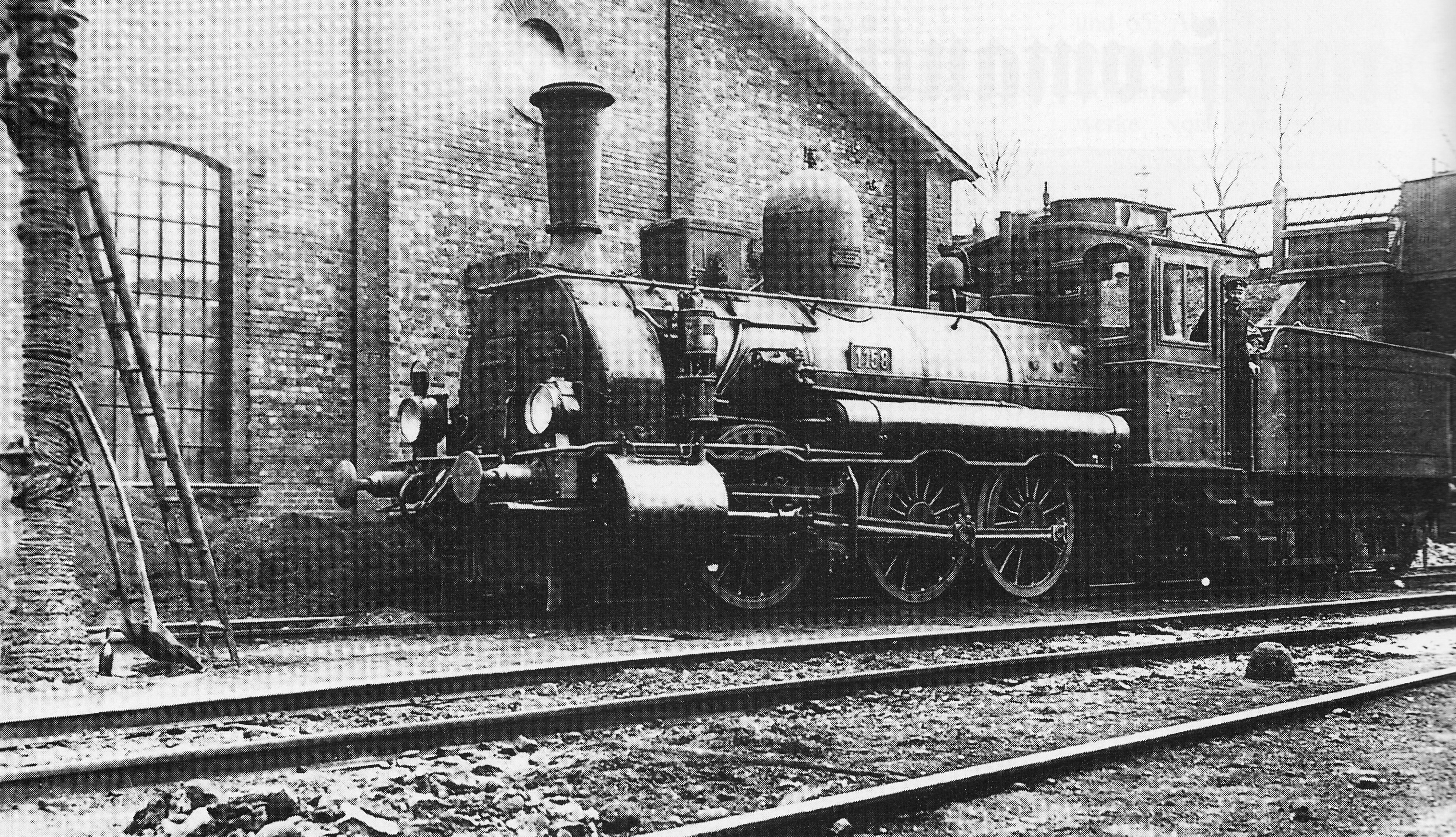
Sächsische V V vor dem Heizhaus in Dresden-Friedrichstadt

### 1930 Entstehung des neuen Bahnbetriebswerkes
Die Reichsbahndirektion Dresden verhandelte mit der Stadt als Grundstückseigentümer den Erwerb eines als Industriegebietes geplantes Gelände und erreichte mit dem Abschluss einen günstigen Preis von 1,6 Millionen Reichsmark. Baukosten von 9,1 Millionen Reichsmark waren nun für das Bahnbetriebswerk Dresden-Friedrichstadt mit dem RAW-Neubau an der Hamburger Straße vorgesehen. Bis zum Jahre 1933 wurde das Gelände beräumt, außerdem musste das Heizhaus des Berliner Bahnhofs abgebrochen werden.
Es sollte ein modernes Bahnbetriebswerk in der Zeit von 1934 bis 1937 entstehen mit einer sehr
großen Instandhaltungshalle, einer Rechteckhalle, und innen zwei 23 Meter Schiebebühnen, für 81 Stände. Davon waren 71 Stände für Lokomotiven und einer gesonderten Werkstatt sowie 10 Stände für Waggons geplant. Die riesige Halle hatte fünf Einfahrten, davon zwei für die Schiebebühnen. Die Halle wurde mit den Schiebebühnen in Ostfeld und Westfeld gegliedert. Die äußeren Anlagen wurden ebenso großzügig bemessen mit zwei 23 Meter-Drehscheiben und einem 185 Meter langen Kohlenbansen mit Greiferdrehkran und einem Bekohlungshochbunker, das Ganze rundeten die sechs 44 Meter hohen Schornsteine ab. Ein dreigeschossiges Sozial- und Verwaltungsgebäude mit einem spitzen Dach sowie ein angrenzenden Kulturbau entstand direkt an der Hamburger Straße.
Die Bauzeit verlängerte sich beträchtlich um drei Jahre. Am 30. November 1939 erfolgte ohne große Feierlichkeiten die Inbetriebnahme. Mit dem Jahr 1939 begann das Maschinenamt 2 die Verlegung des Hauptwerkstatt von der Peterstraße zum Ausbesserungswerk Dresden-Friedrichstadt Hamburger Straße. Zwischenzeitlich entstand die Situation, das beide Bahnbetriebswerke mit ihren Reichsbahnausbesserungswerken voll ausgelastet waren und dieser Zustand hielt bis 1945 an.
Im Jahr 1939 wurden zwei Hilfszüge angeschafft und eine 25 Tonnen-Achs-Senkgrube sowie eine Außenwaschanlage fertig gestellt. Während des Zweiten Weltkriegs waren im RAW Friedrichstadt zahlreiche Ostarbeiter, aber auch Kriegsgefangene eingesetzt. Von September 1944 bis April 1945 arbeiteten durchschnittlich 500 Häftlinge aus dem Konzentrationslager Flossenbürg hier, von einem SS-Kommando bewacht. Mindestens 79 Häftlinge starben in Dresden; ein Mahnmal am Emerich-Ambros-Ufer erinnert an sie. Im Jahr 1940 wurde das Heizhaus 3 an der Peterstraße für Lagerzwecke genutzt. Folgende Lokomotiven waren 1937 im Ausbesserungswerk Dresden-Friedrichstadt beheimatet:

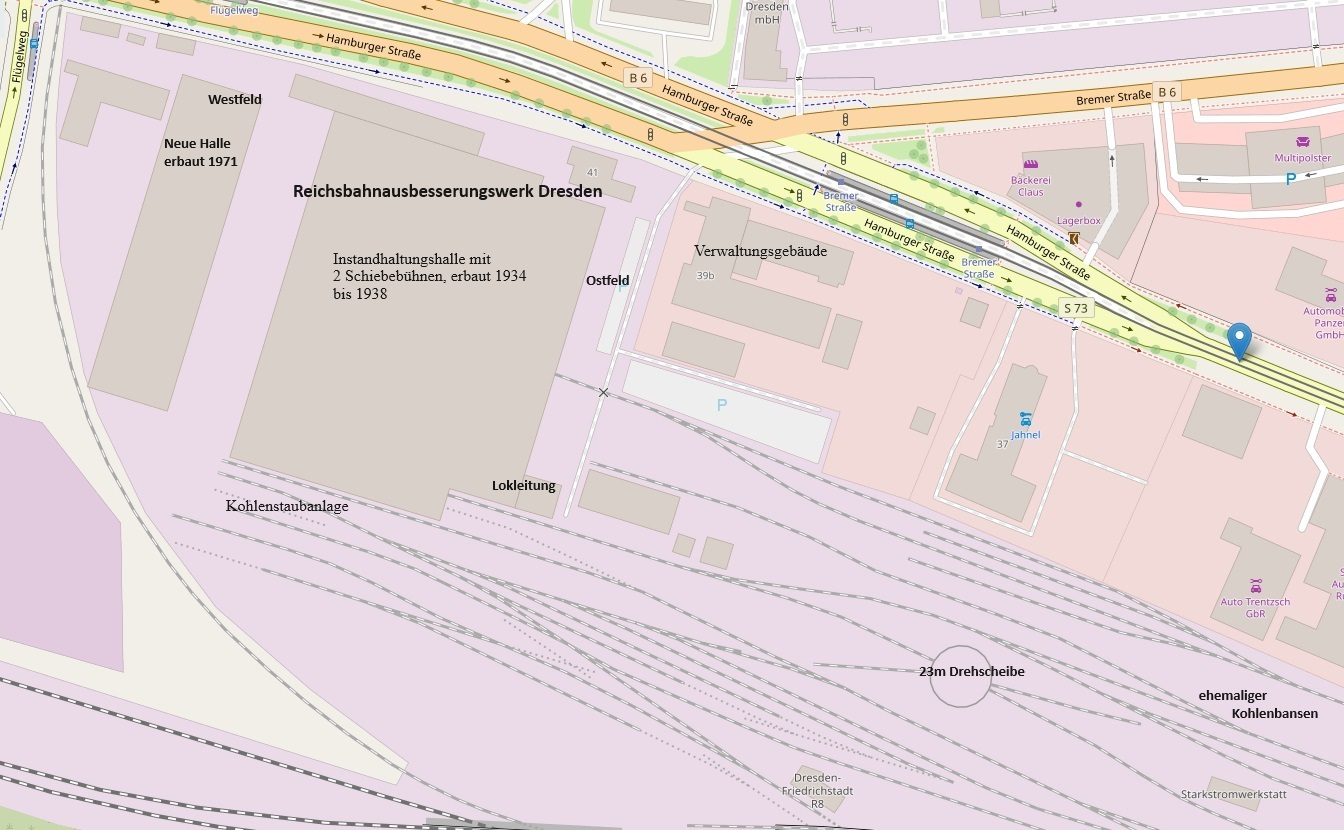
Lageplan 2024
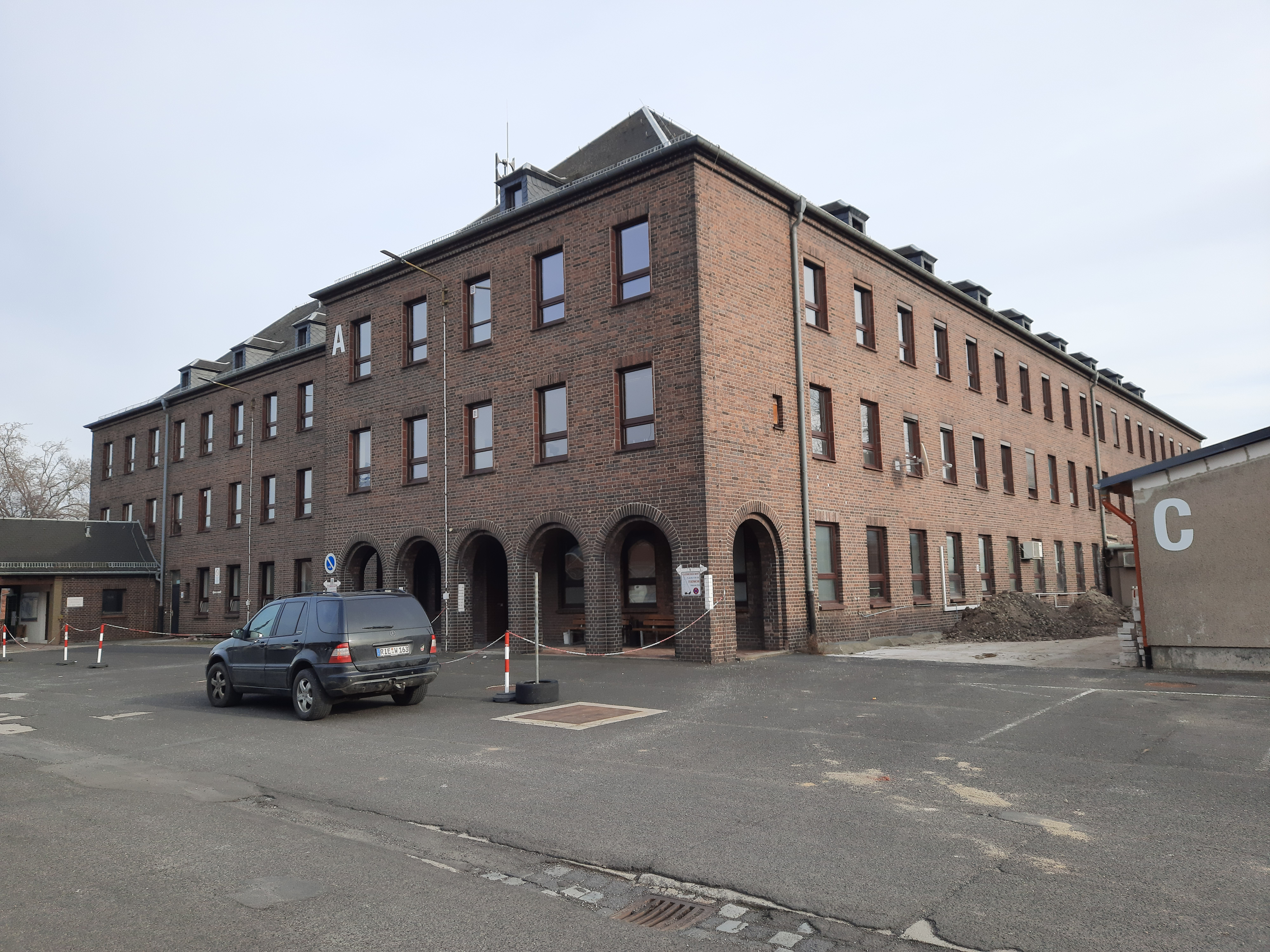
Zustand 2024, Verwaltungsgebäude
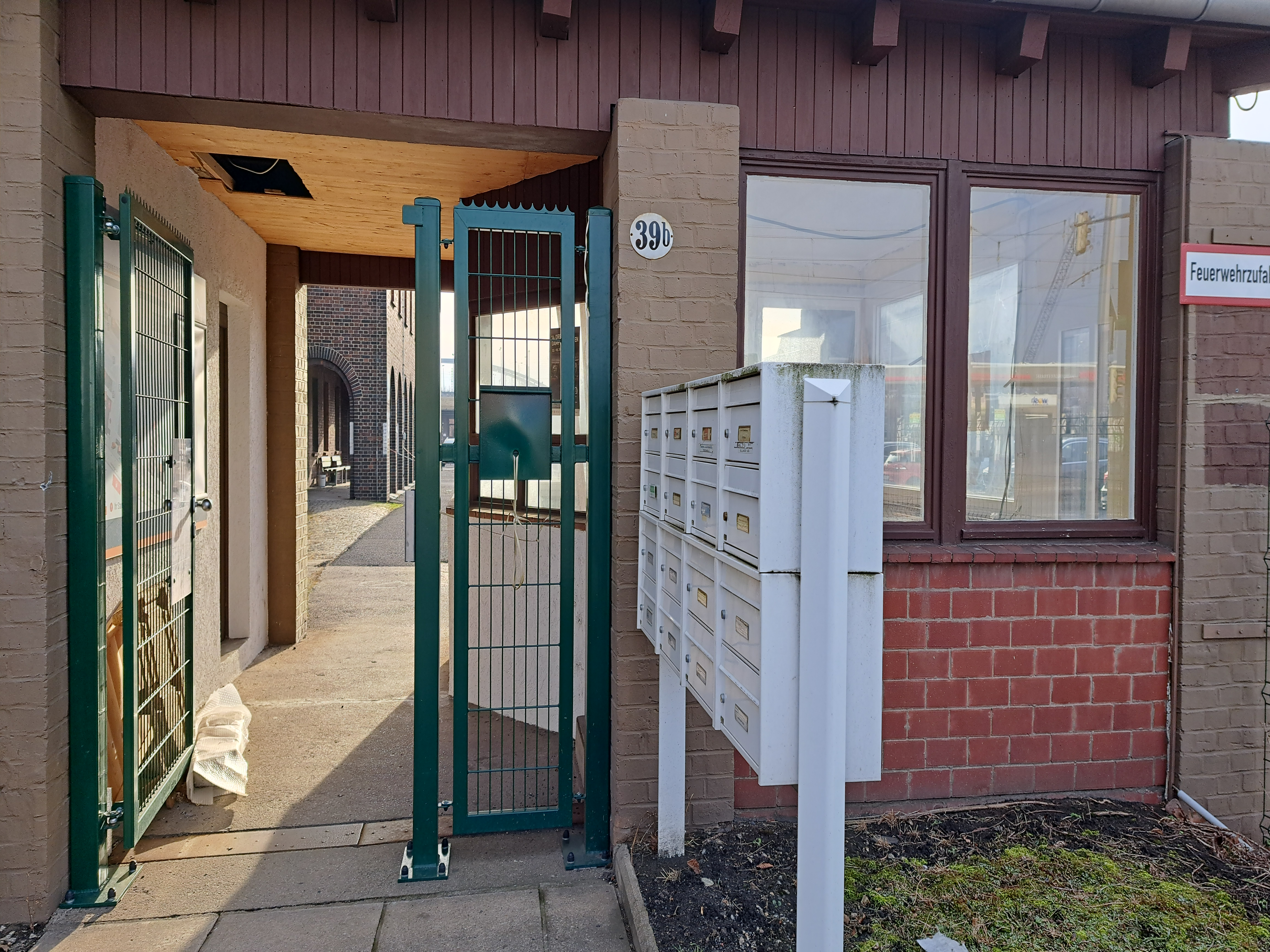
Zustand 2024, ehemalige Pförtnerloge
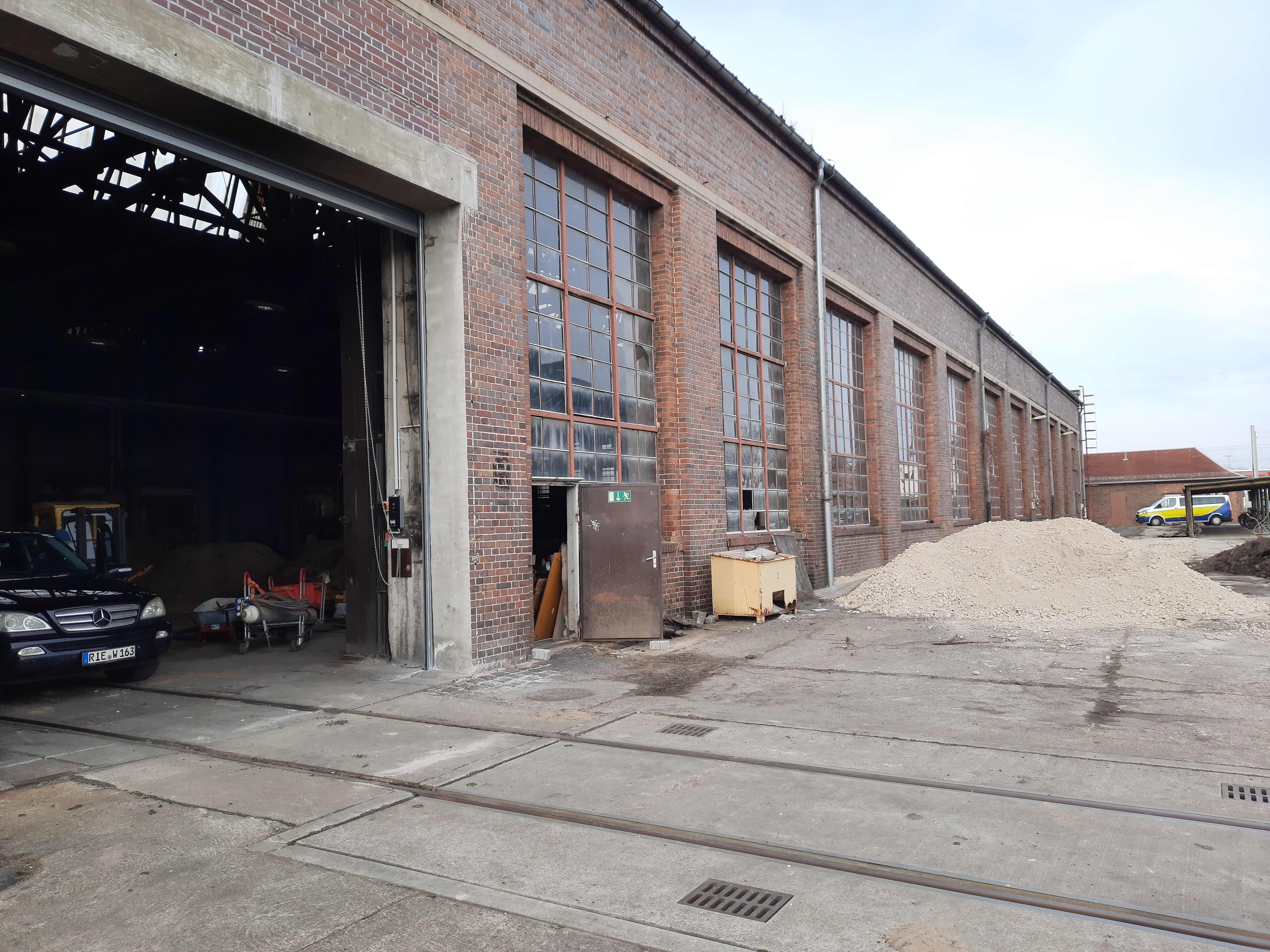
Zustand 2024, Instandhaltungshalle (halbe Länge)
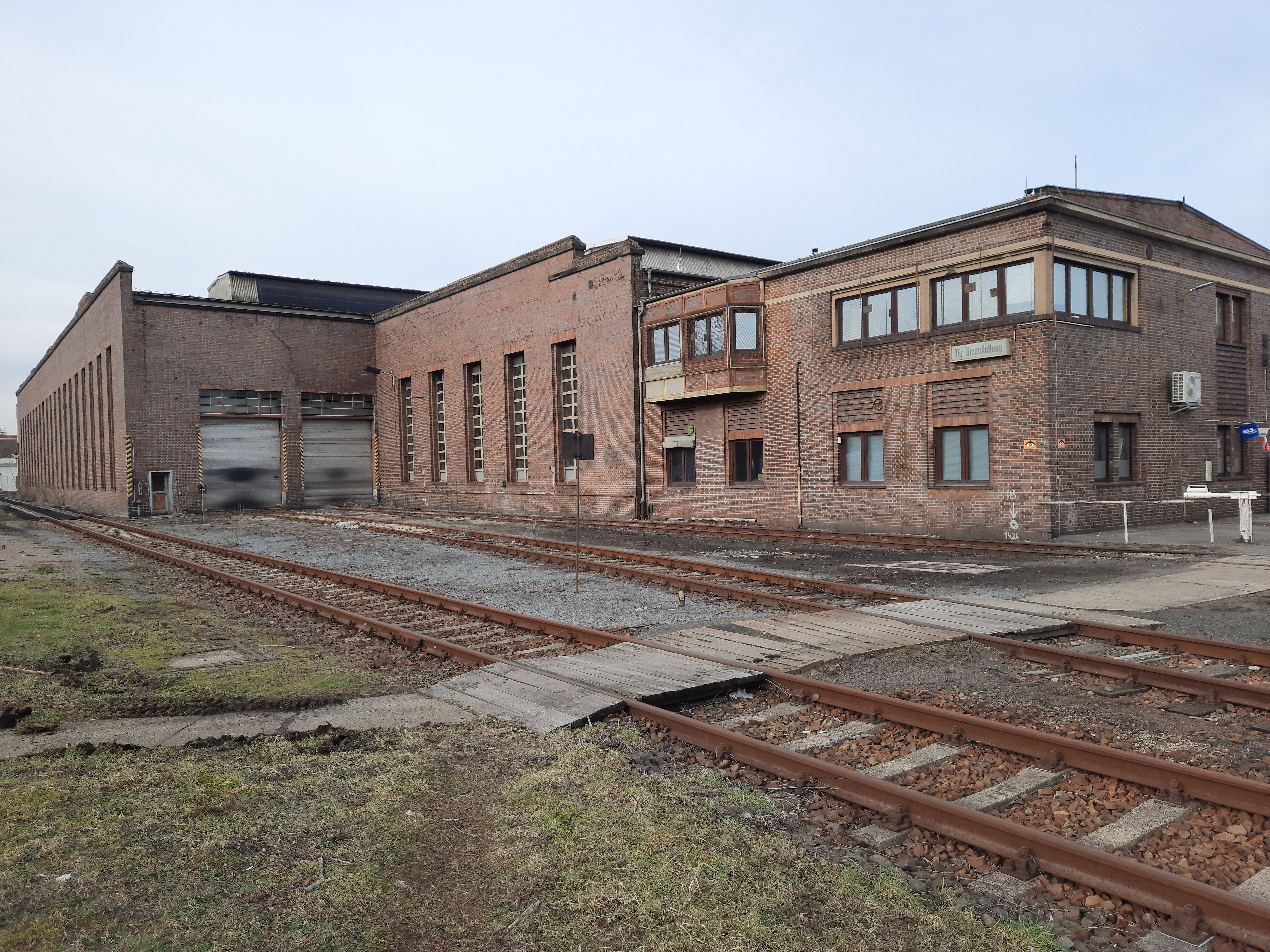
Zustand 2024, Instandhaltungshalle mit ehemaliger Lokleitung
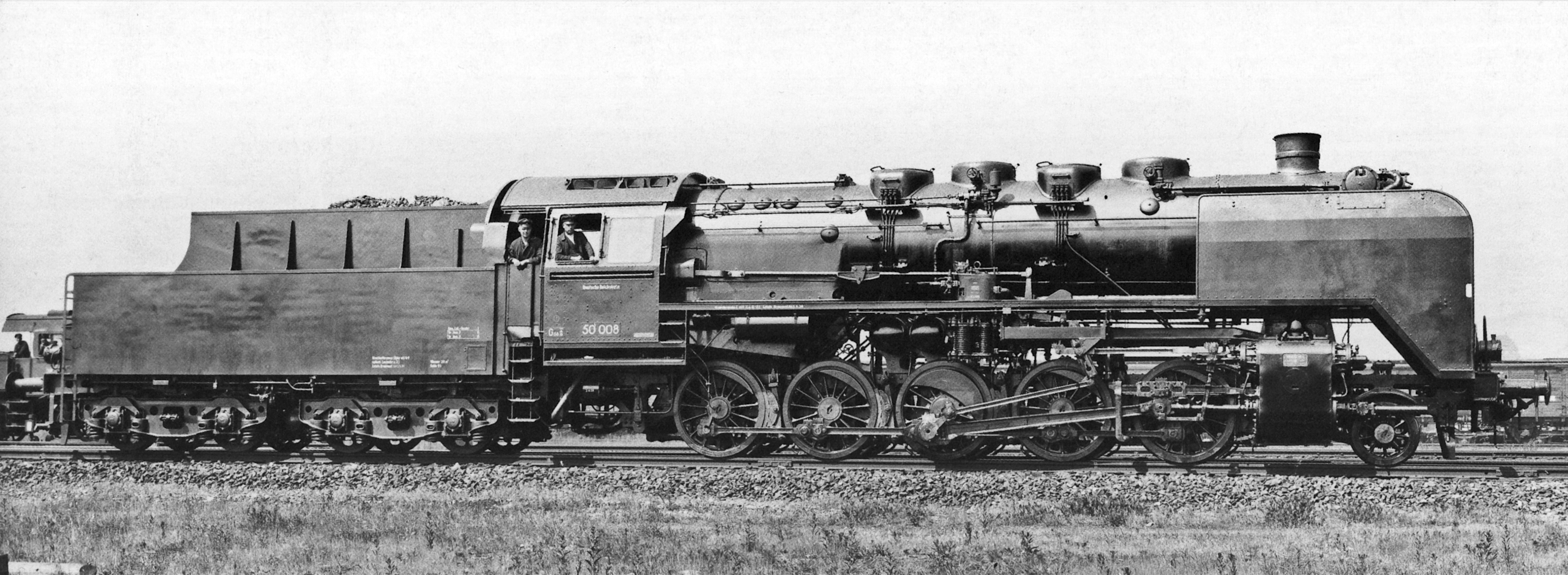
DR 50.008, RAW Dresden-Friedrichstadt 1939

Bahnbetriebswerk Dresden-Friedrichstadt Lokomotivbestand 1937
| Position | Baureihen-Nr. | Anzahl          |
| -------- | ------------- | --------------- |
| 1        | BR 55         | 12              |
| 2        | BR 57         | 12              |
| 3        | BR 58         | 36              |
| 4        | BR 84         | 12              |
| 5        | BR 86         | 12              |
| 6        | BR 89         | 3               |
| 7        | BR 91         | 8               |
| 8        | BR 93         | 15              |
| 9        | BR 94         | 12              |
| 10       | BR 98         | 6               |
| 11       | Gesamt        | 129 Lokomotiven |

Hinzu kommen noch Lokomotiven anderer Reichsbahndirektionen und Bahnverwaltungen.
Kriegsbedingt änderten sich die Einsatzgebiete der stationierten Lokomotiven der Baureihen 55, 56, 57, 58, 91, 93 sowie 94 und im Jahr 1940 kamen die ersten Kriegslokomotiven der Baureihe 50
in den Bestand des Ausbesserungswerk. Die nächsten Kriegslokomotiven der Baureihe 52 füllten ab März 1943 die Lücken der abgegebenen Maschinen. Das Bw Dresden-Friedrichstadt war nun für den Lokeinsatz und deren Instandhaltung und Ausbesserungen, ebenso den Wagenpark und zusätzlich für Kraftfahrzeuge der Reichsbahn zuständig. Weiterhin gehörten zum Bw der Lokbahnhof Altenberg (Erzgeb) und Königsbrück. Zu der eigenen Belegschaft gehörten 1873 Mitarbeiter und 170 Fremdmitarbeiter. Weiter hingehörten zu den Hilfszügen ein Gerätewagen, ein Beleuchtungswagen für Nachteinsätze, ein Schutzwagen und ein Drehkranwagen. Nach 1943 durchliefen das Bw zahlreiche auf dem Rückzug befindliche Lokomotiven. In sogenannten Lokzügen und mit mehreren Lokomotiven bespannte Züge wurden die Maschinen gen Westen hinter die bereits bekannte Alliierte-Grenze verfrachtet. Am 7. Oktober 1944 fielen beim Luftangriff auf Dresden die ersten 6 Sprengbomben auf das Areal des Ausbesserungswerkes. Die leichten Schäden konnten schnell behoben werden. Weitere Luftangriffe im Januar und Februar 1945 auf die Stadt verwüsteten im geringen Maße die Bw-Anlagen. Anders der Angriff am 17. April 1945, als gezielt die Bahnanlagen bombardiert wurden. Es trafen 16 Sprengbomben die Gebäude und Anlagen des Ausbesserungswerks mit erheblichen Schäden. Alle Dächer abgedeckt und alle Fenster geborsten, die Anlagen, Drehscheibe und Bekohlungsanlage stark beschädigt. An diesem Tag kamen 6 Reichseisenbahner ums Leben. Über 53 Dampflokomotiven wurden erheblich beziehungsweise stark beschädigt und warteten lange auf eine Verschrottung. Acht Lokomotiven wurde total zerstört und sofort ausgemustert. Ebenso wurden die beiden Hilfszüge mit den zusätzlichen Sonderwagen komplett vernichtet. Von den 148 Lokomotiven des Bahnbetriebswerkes waren 14 Maschinen einsatzfähig. An einen geregelten Dienstplan war nicht zu denken. Die auf dem Rückzug befindliche Front und die unzähligen Flüchtlingszüge sowie die fehlende Sicherungstechnik, Signalanlagen und nicht funktionierende Bahnübergänge vollendeten das Chaos. Im Außenbereich des Ausbesserungswerkes erfolgte schwerfällig die Schadensbegrenzung. Fehlende Technik und Fachpersonal erschwerten die Instandsetzung der nötigsten Gleise, denn das Areal glich einem Trümmerfeld, die riesige Rechteckhalle war total ausgebrannt und beide Schiebebühnen stark beschädigt. Auch die Hauptwerkstatt an der Peterstraße wurde stark beschädigt, die Heizhäuser 1 und 2 bis auf die Grundmauern, während das Heizhaus 3 und das Verwaltungsgebäude total zerstört wurden. Unverzüglich begannen die Aufräumarbeiten, die Lokomotiven wurden teilweise über Behelfsgleise aus den Trümmerbergen gezogen. Jedoch angesichts der ebenfalls zerstörten Stadt Dresden und fehlender Technik zogen sich die Beräumungsarbeiten in die Länge. Bis zum 8. Mai 1945 war an einen Dienstbetrieb nicht zu denken.

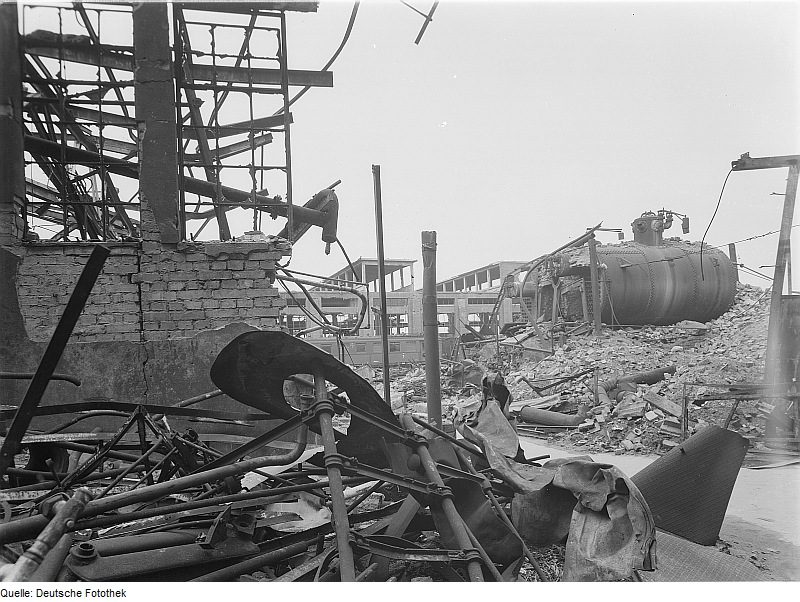
RAW Dresden 1945
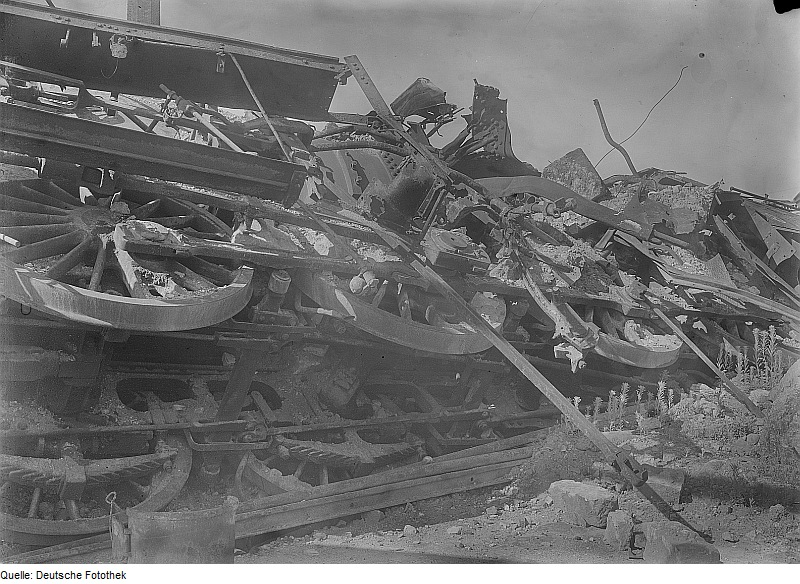
RAW Dresden 1945, Fahrgestell einer zerstörten Dampflokomotive

### 1945 Neubeginn nach dem Zweiten Weltkrieg
Die neuen Besatzungsmächte, Sowjetische Militäradministration (SMAD), verhängten bis zum 14. Mai 1945 eine Sperre und ein Betretungsverbot des Geländes der Bahnbetriebswerke. Danach begannen unter der Führung der SMAD die Aufräumarbeiten und der Wiederaufbau der Bahnanlagen. Zur gleichen Zeit, am 20. Juli 1945, mussten die Beschäftigten alle Werkzeuge und instand gesetzte Werkzeugmaschinen infolge der Beschlagnahme durch das SMAD als Kriegsreparation abgeben und für den Abtransport sorgen. Die beräumte riesige Rechteckhalle hatte außer den zerstörten Schiebebühnen kein Werkzeuge oder Werkzeugmaschinen beziehungsweise Schweißzeug. Das Bahnbetriebswerk Dresden-Friedrichstadt unterstand nunmehr dem Maschinenamt 1. Der Lokomotivbestand wurde mit unterschiedlichsten Baureihen ergänzt. Als besonderes Unikat stellte sich heraus, das erstmalig alle Länderbahnlokomotiven der Baureihe 58 im Bw vertreten waren. Inzwischen erfolgte der Wiederaufbau mit aller Anstrengung weiter. Die Lokomotivwerkstatt erhielt zunächst ein neues Dach und Holztore. Bis 1952 erhielt auch die komplette Rechteckhalle des Ausbesserungswerkes ein neues Dach und Holztore. Werkzeuge und Werkzeugmaschinen wurden von anderen Bahnbetriebswerken eingezogen beziehungsweise zur Verfügung gestellt. Das Verwaltungsgebäude an der Fröbelstraße wurde notdürftig instand gesetzt und wurde von der DR weiter genutzt.
Als eine Besonderheit des Alliierten Kontrollrat lehnten es die westlichen Siegermächte ab, größere Reparationsforderungen zu stellen. So verblieb es der Sowjetisch Besetzten Zone (SBZ) gegenüber der Sowjetunion allein für die Kriegsschuld (Reparationsleistungen) zu übernehmen. Neben den Beutezügen sollten die Reparationsgüter (Rohstoffe, Maschinen, ganze Fabrikanlagen, Gleismaterial, Kraftwerksinventar sowie bereits Güter des produzierenden Gewerbes) abtransportiert werden. Die Züge mussten auf Anordnung der SMAD von deutschen Personal übernommen werden. Die Züge fuhren von Dresden nach Görlitz, Breslau Skarżysko-Kamienna bis zur polnisch-russischen Grenze Jagodien oder Rawa Russkaja. Die Dampflok-Kolonnenzüge begannen am 1. Oktober 1945 und endeten erst im Jahr 1954. Am 10. April 1946 fuhr von Dresden-Friedrichstadt die Kolonne 10 mit 32 Dampflokomotiven in Richtung Sowjetunion. In den Jahren 1945 bis 1947 fuhren 42 Lokkolonnen und zwei Nachkolonnen in Richtung Sowjetunion, 1949 bis 1950/51 waren es 17 und eine Nachkolonne. weitere Lokkolonnen fuhren von 1954 bis 1955 nach Polen zur PKP. Insgesamt wurden 693 Dampflokomotiven an die Sowjetunion abgegeben, hinzu kommen noch 15 Lokomotiven von Privatbahnen und 10 Werklokomotiven. Besonders schmerzlich war der Verlust von 48 Lokomotiven der Baureihe 86 und der Baureihe 58 aus dem Gebiet Sachsen. Die SMAD, der neue Befehlshaber im Bahnverkehr übernahm die volle Verwaltungskontrolle. Am 1. Februar 1947 wurde das Bw Friedrichstadt mit 1470 Eisenbahner dem Reichsbahnamt Dresden zu geordnet. Weiterhin wurde eine Gattungsbereinigung durchgeführt.
So verblieben am 30. Juni 1950 folgende Maschinen im
Ausbesserungswerk Dresden-Friedrichstadt:
| Position | Baureihen-Nr.        | Anzahl          |
| -------- | -------------------- | --------------- |
| 1        | BR 38 (sä Bauart)    | 8               |
| 2        | BR 38 (preuß Bauart) | 7               |
| 3        | BR 44 591            | 1               |
| 4        | BR 50 381            | 1               |
| 5        | BR 56                | 19              |
| 6        | BR 58                | 48              |
| 7        | BR 75                | 2               |
| 8        | BR 84                | 4               |
| 9        | BR 86                | 11              |
| 10       | BR 89                | 4               |
| 10       | BR 94                | 14              |
| 11       | Gesamt               | 102 Lokomotiven |

Mitte der 1950er Jahre spezialisierte sich das Werk auf offene zweiachsige Güterwagen, als Neubauten entstanden hier unter anderem der nach Erwin Kramer benannte Kramer-Wagen in materialschonender Bauart ohne Klappen und Türen sowie ab 1964 der offene Güterwagen Es-u. Von Letzterem wurden bis zum Jahr 1978 25.000 Stück gebaut. Danach erfolgte nur noch die Instandhaltung dieses Typs sowie bauartgleicher Güterwagen. Daneben führte das RAW unter anderen kleinere Sonderaufträge aus, so im Jahr 1982 den Bau der Elektroakkulokomotive EA02 für die Parkeisenbahn Dresden, nachdem schon Anfang der 1960er Jahre die EA01 hier gebaut worden war. Auch die meisten Wagen der Parkeisenbahn sind hier entstanden.
Beginnend im Jahr 1949 wurden einige Maschinen der Baureihe 58 mit Kohlenstaubfeuerung umgerüstet, welche dann ab dem Jahr 1952 den planmäßigen Betrieb aufnahmen. Zeitgleich entstand am den Gleisen 536 und 537 eine Kohlenstaubbunkeranlage. Bis zum 16. Juli 1959 kam eine weitere hinzu. Zwischendurch wechselten die Einsatzbereiche der Dampflokomotiven und auch die Zugehörigkeiten von Lokbahnhöfen, wie Tharandt, Meißen und Nossen. Eine deutliche Verbesserung im Zugdienst wurde mit den ersten Rekolokomotiven ab dem Jahr 1958. Die erste Rekolok für das Bw Friedrichstadt war die 58 3002 am 29. Juni 1958. Im Tausch mit anderen Bahnbetriebswerken wurden Maschinen der Baureihe zur Umrüstung für das nächste Reko-Programm der Baureihe 50 ab April 1961 durchgeführt. Auch neue Dampfloks kamen zum Bw Friedrichstadt, wie die Baureihe 22 in der Zeit von 1962 bis 1965.

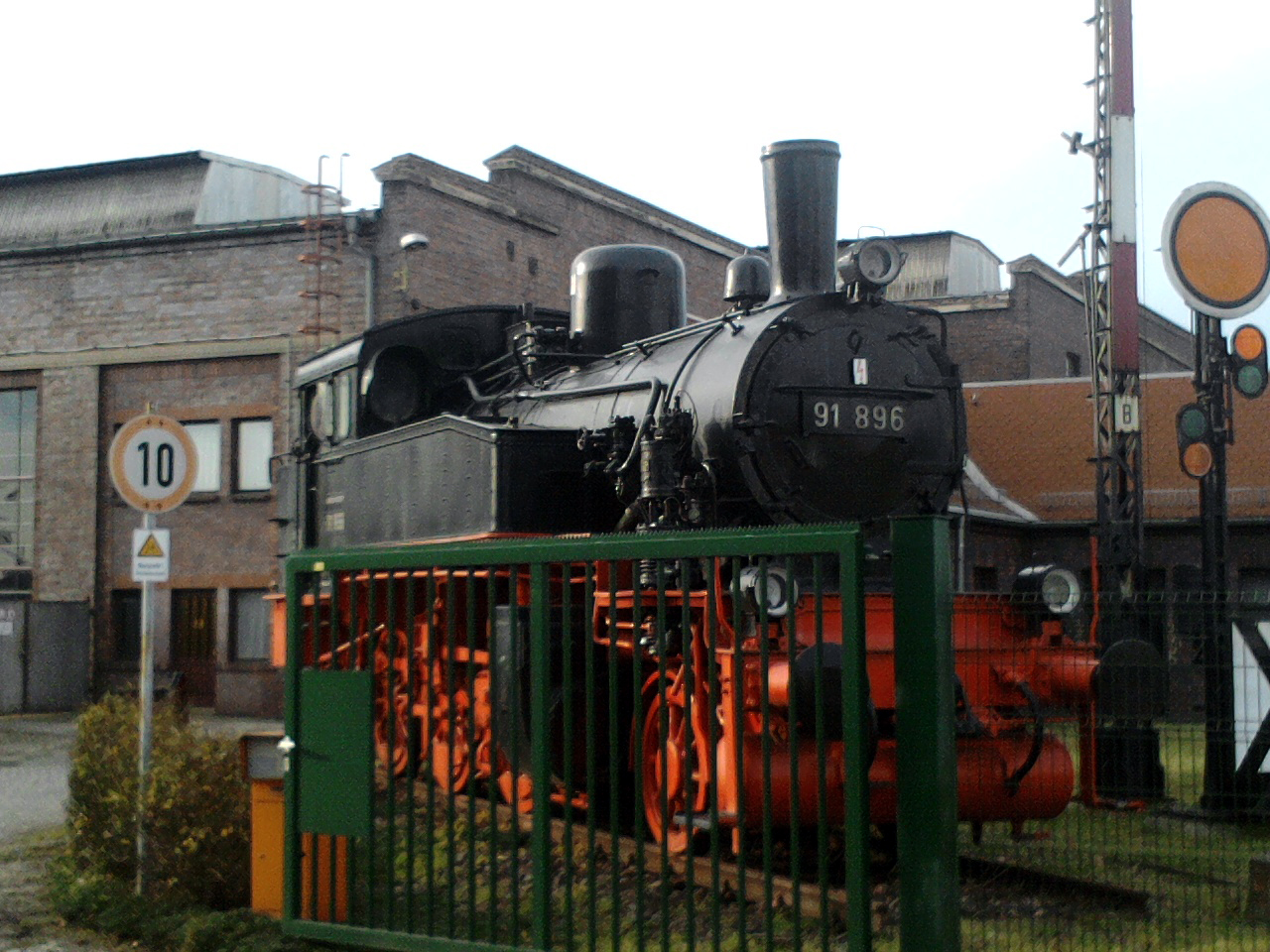
2008, Dampflok 91 896 am RAW Dresden

### 1965 Diesellokomotiven lösen die Dampflokomotiven ab
Im Juni 1963 begann die Diesellokomotive sich im Bw Friedrichstadt zu etablieren. Aus dem Bw Karl-Marx-Stadt mit den Maschinen der Baureihe V 60 2097 und 2098. Der richtige Start ins Diesellokzeitalter vollzog sich bis 1965 mit den Baureihen V 15 und V 60. Am 30. Juni 1965 waren folgende Triebfahrzeuge im Ausbesserungswerk Dresden-Friedrichstadt beheimatet:
| Position | Baureihen-Nr.         | Anzahl          |
| -------- | --------------------- | --------------- |
| 1        | BR 38 332 (sä Bauart) | 1               |
| 2        | BR 50                 | 22              |
| 3        | BR 58                 | 71              |
| 4        | BR 91 1451            | 1               |
| 5        | BR 94                 | 4               |
| 6        | V 15                  | 2               |
| 7        | V 60                  | 11              |
| 8        | Gesamt                | 112 Lokomotiven |

Weitere Zugänge erfolgten Ende 1965 und Anfang 1966 mit der Stationierung von 7 Dieselloks der Baureihe V180.
Im Jahr 1966 begann mit dem Fahrplanwechsel die Elektrifizierung im Bw Friedrichstadt. Folgende Elektroloks wurden stationiert, E 42 009 – 011, sowie 015, 016 und 018. Mit der Elektrifizierung der Strecke Dresden – Leipzig kamen weitere 7 Maschinen E 42 hinzu. Mit dem Sommerfahrplan 1970 folgten weitere 16 E 42. Bis 1977 wurden nun alle Dampflokomotiven durch Elektroloks abgelöst, E 230, E 243 und E 250.
Das Bw Ausbesserungswerk Dresden-Friedrichstadt wurde im Jahr 1966 gemäß eines Antrages zum Großbahnbetriebswerk ernannt und vereinte damit die Dresdner Bahnbetriebswerke Pieschen und Altstadt. Ab 7. Januar 1967 wurde nun eine Komplex-Dienststelle Bw Dresden gegründet. Die Hauptverwaltung erfolgte vom Betriebsteil Friedrichstadt. Im Jahr 1967 konnten endlich die restlichen Trümmer vom Westfeld an der Hamburger Straße beseitigt werden und es erfolgte die Sprengung von fünf der sechs 44 Meter hohen Schornsteine am 16. November. Der letzte am Ostfeld verblieb für einen Dampfspender und wurde im Jahr 1982 wegen Baufälligkeit abgetragen. Weitere Dieselloks wurden im Bw Friedrichstadt stationiert, V100, 110, 180 sowie die V200. Im Jahr 1969 wurden die Bunkeranlagen für Kohlenfeinstaub abgebaut und anstelle eine moderne Besandungsanlage errichtet.
Ab dem Jahr 1968 wurde eine Abteilung zur Schrottgewinnung und Zerlegung von ausgemusterten Maschinen gegründet. Als erstes wurde der kompakte Portalkran der Bekohlungsanlage zerlegt.
In den Jahren 1970 bis 1971 entstand eine Großtankanlage mit Zapfanschlüssen. Des Weiteren wurde eine neue Halle für Triebfahrzeuge am Westfeld errichtet und nach 4 Jahren Bauzeit am 1. Mai 1971 fertig gestellt.

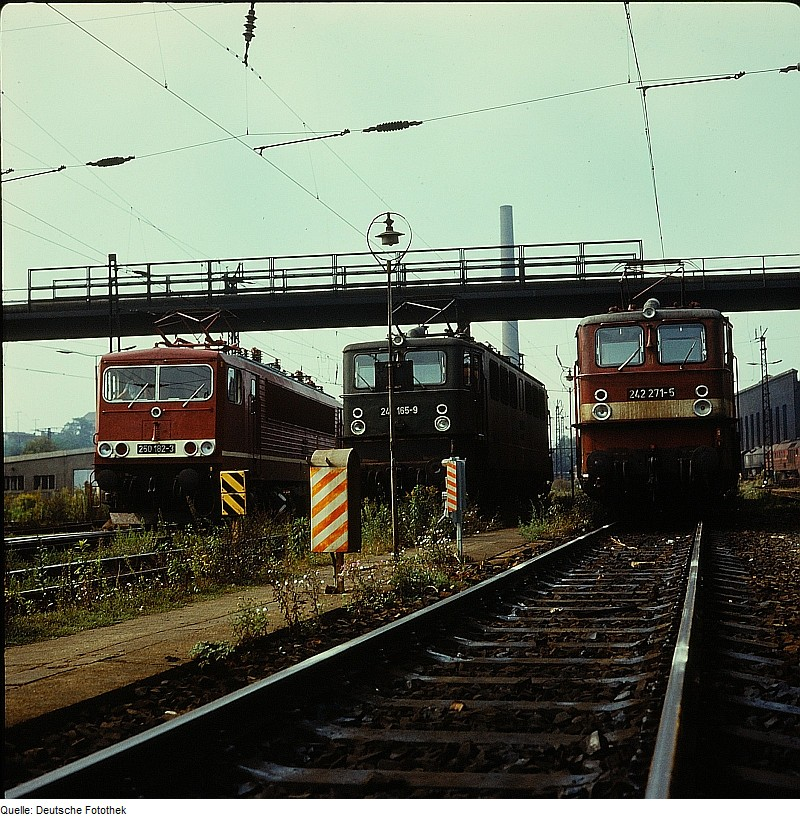
1981 vor der Waltherstraßenbrücke. DR Class 242 und DR Class 250

### 1990 Die neue Zeit nach der Wende
Eine Zäsur für die Hauptwerkstatt an der Peterstraße war die politische Wende im Osten Deutschlands 1989/90. Der Güterverkehr ging stark zurück und der Bedarf an Güterwagen sank deutlich. Der daraus folgenden Reduzierung des Betriebsbestandes an Güterwagen fielen als erstes die nicht mehr zeitgemäßen zweiachsigen Wagen zum Opfer. Durch die räumlichen Gegebenheiten bedingt war eine Reaktion auf diese geänderten Marktbedingungen kaum möglich. Die Hallen und die Schiebebühnenkonstruktion ließen keine Instandhaltung von Wagen länger als 18 Meter zu.
Die Fahrzeuginstandhaltung lief deshalb Anfang der 1990er Jahre aus. Viele der früher gebauten Wagen wurden hier von der Belegschaft zerlegt, bevor das Werk Mitte der 1990er Jahre schloss und ab 1998 zugunsten des geplanten Güterverkehrszentrums abgerissen wurde.
Während der Arbeitsablauf im Ausbesserungswerk Dresden-Friedrichstadt an der Hamburger Straße nach der Wende nun nach DB-Strukturen verlief. Dazu gehörten der Betriebshof Dresden (Friedrichstadt, Altstadt, Pirna und Kamenz) und weitere sechs Personalmeldestellen mit insgesamt 1000 Mitarbeiter mit einem Triebfahrzeugpark von 284 Lokomotiven. Es folgten weitere Umstrukturierungen und Einsparungen, wie zum Beispiel die Schublokomotiven über die Tharandter Rampe bzw. die Rampe in Klotzsche. Das Großbahnbetriebswerk wurde nun ein Betriebshof, in Aufteilung der Triebfahrzeuge auf einzelne Transportbereiche war Geschichte. Aus der Einsatzstelle Altstadt wurde die DB Regio AG, Die Einsatzstelle Friedrichstadt mit Ausbesserungswerk wurde 1999 der DB Cargo. Im Jahr 2009 wurden auch die letzten Aktionen im Bw Friedrichstadt eingestellt.

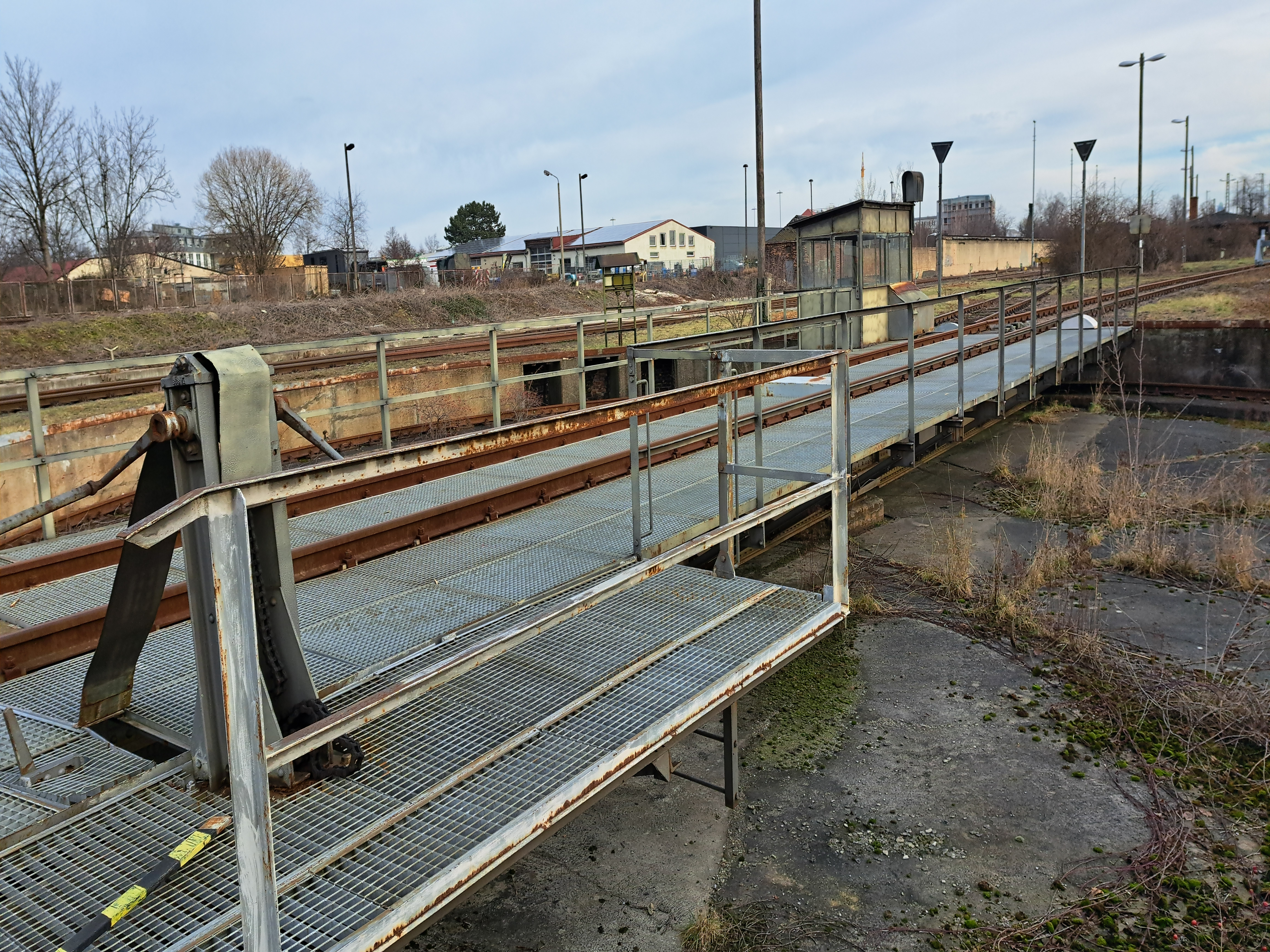
Zustand 2024, Drehscheibe
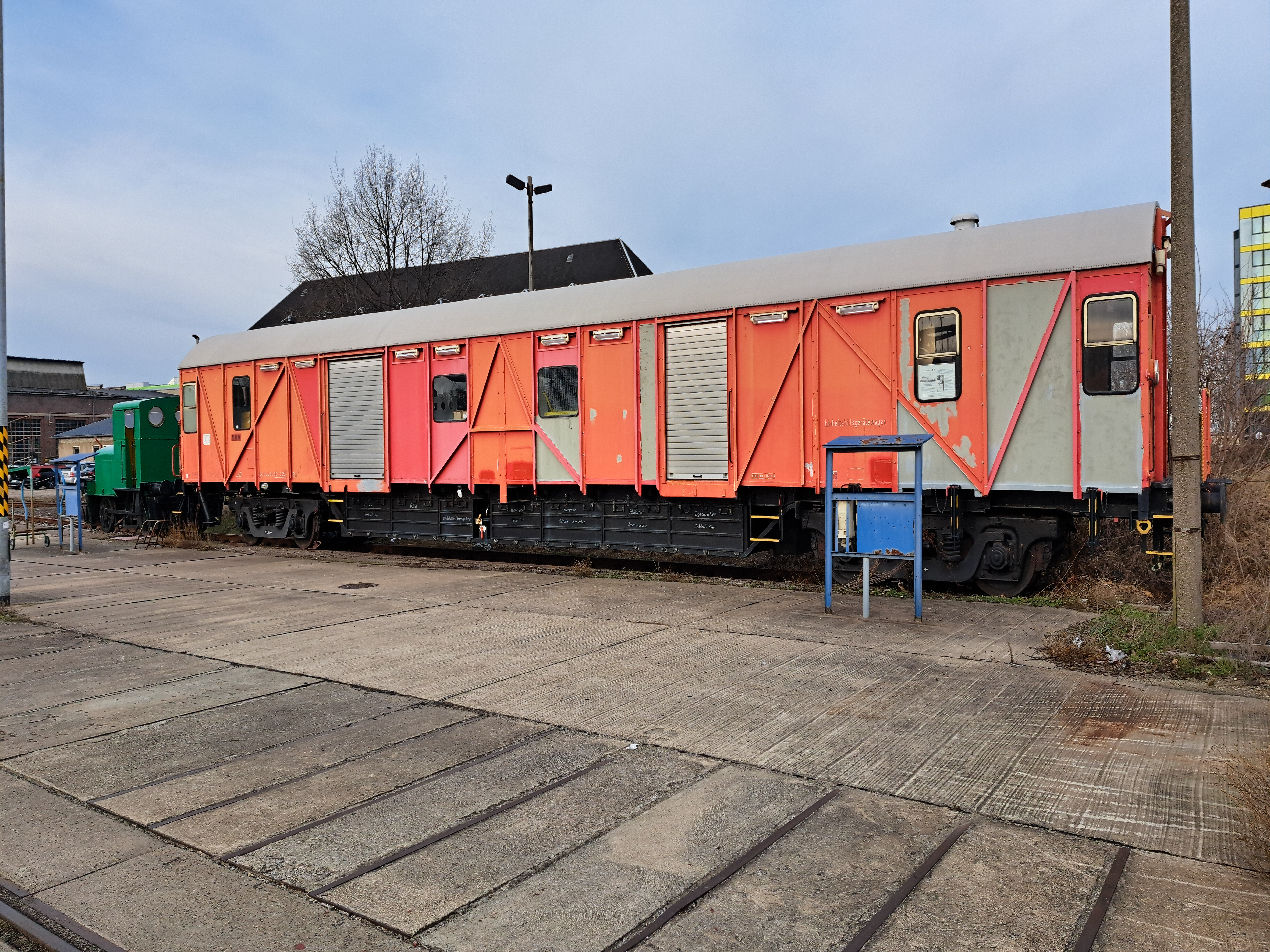
Zustand 2024, Einheitshilfsgerätewagen der DB
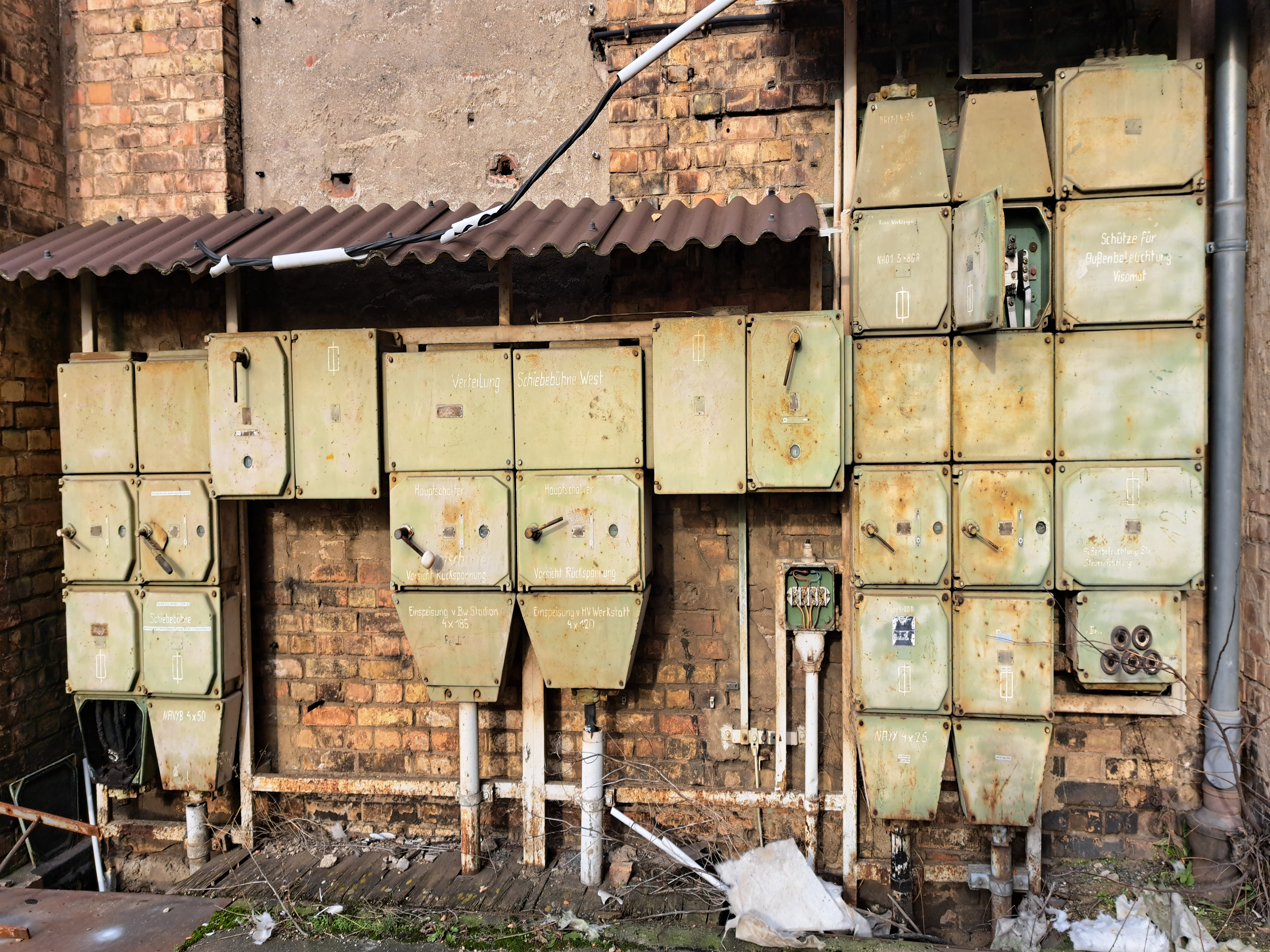
Zustand 2024 ehemalige Stromverteiler Halle Westfeld
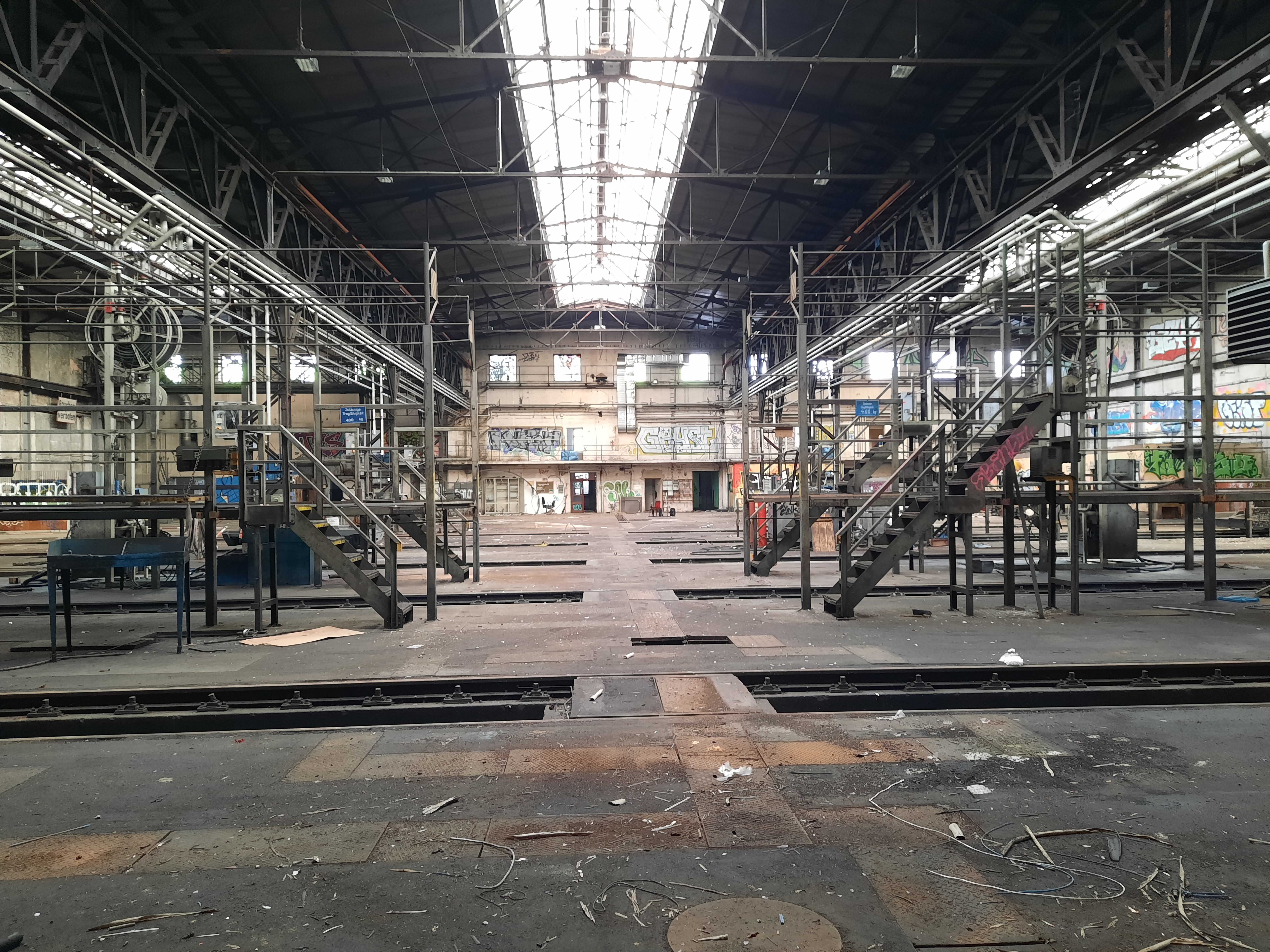
Zustand 2024 Instandhaltungshalle
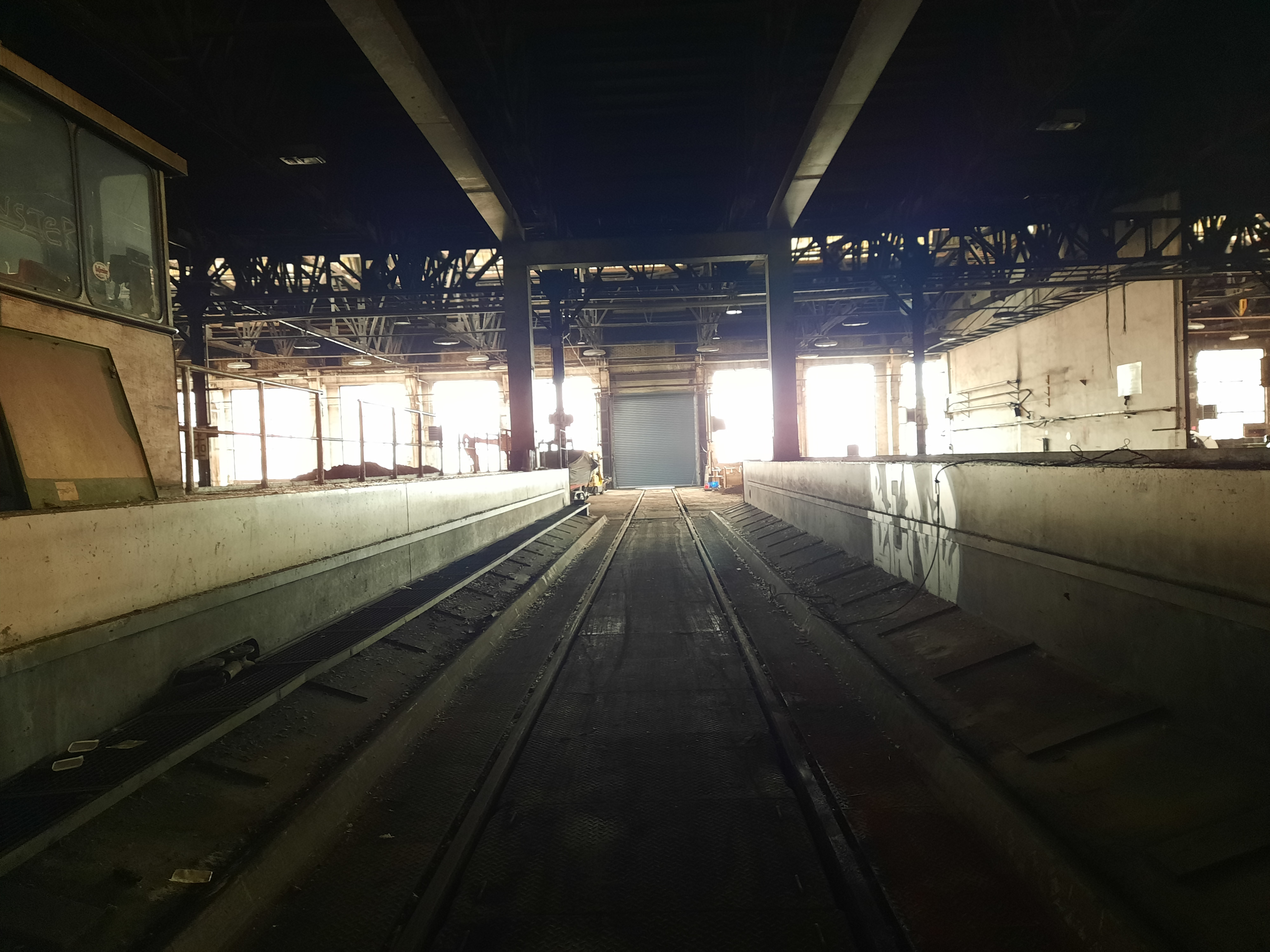
Zustand 2024 Instandhaltungshalle mit Schiebebühne
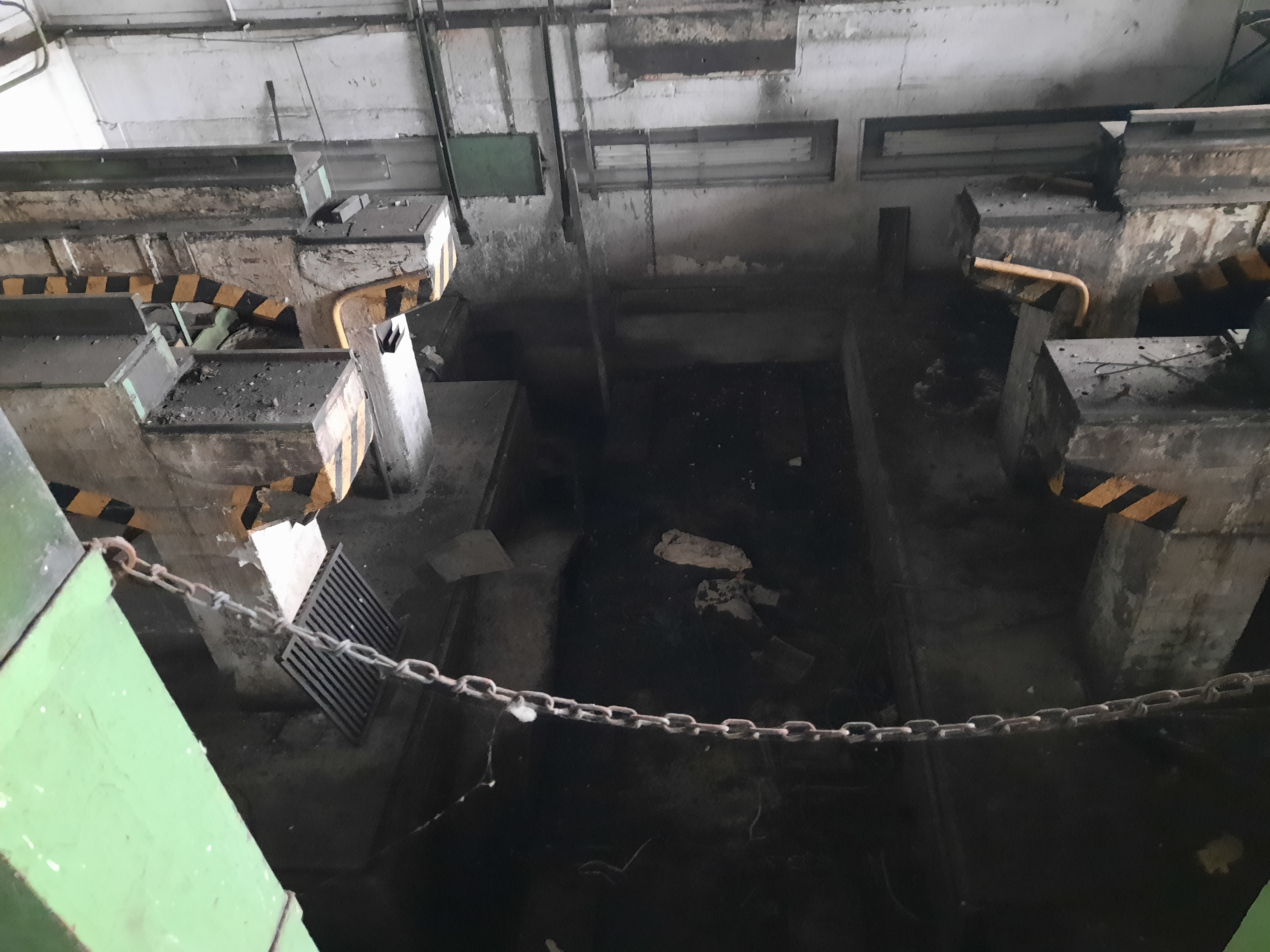
Zustand 2024 Instandhaltungshalle mit Senkgrube
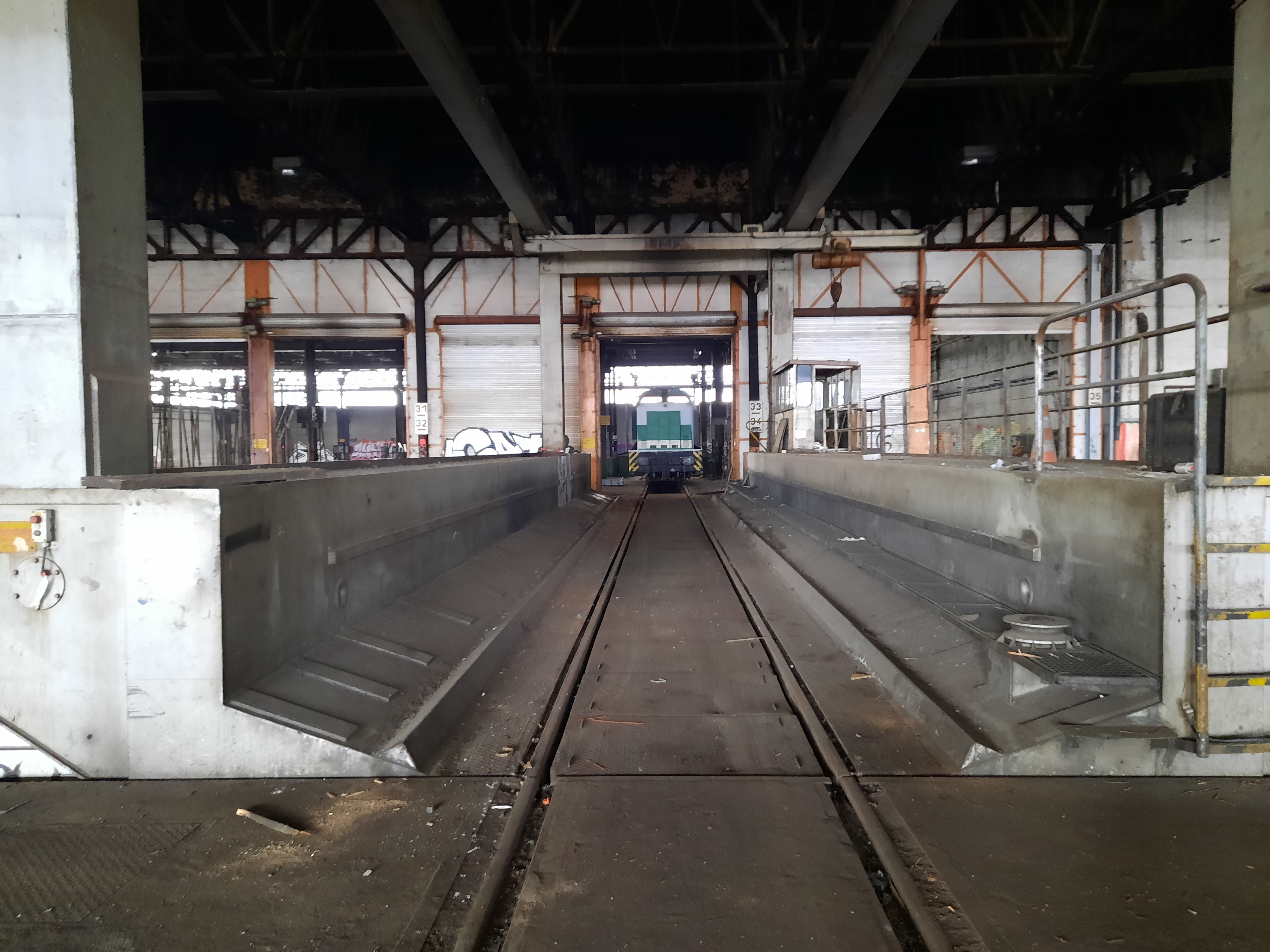
Zustand 2024 Instandhaltungshalle mit V 60
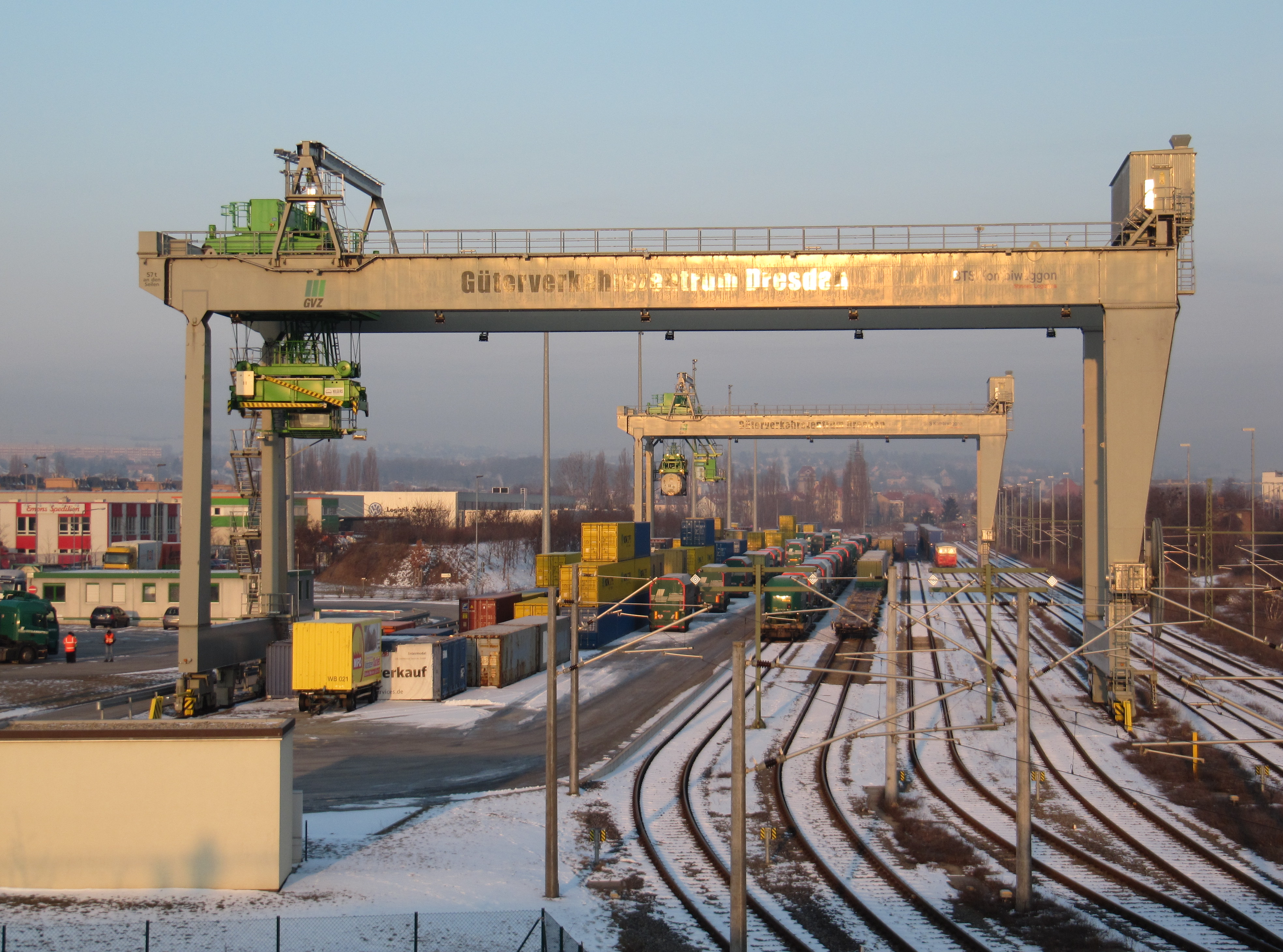
Das Güterverkehrszentrum Dresden befindet sich heute auf dem Gelände des ehemaligen Ausbesserungswerks
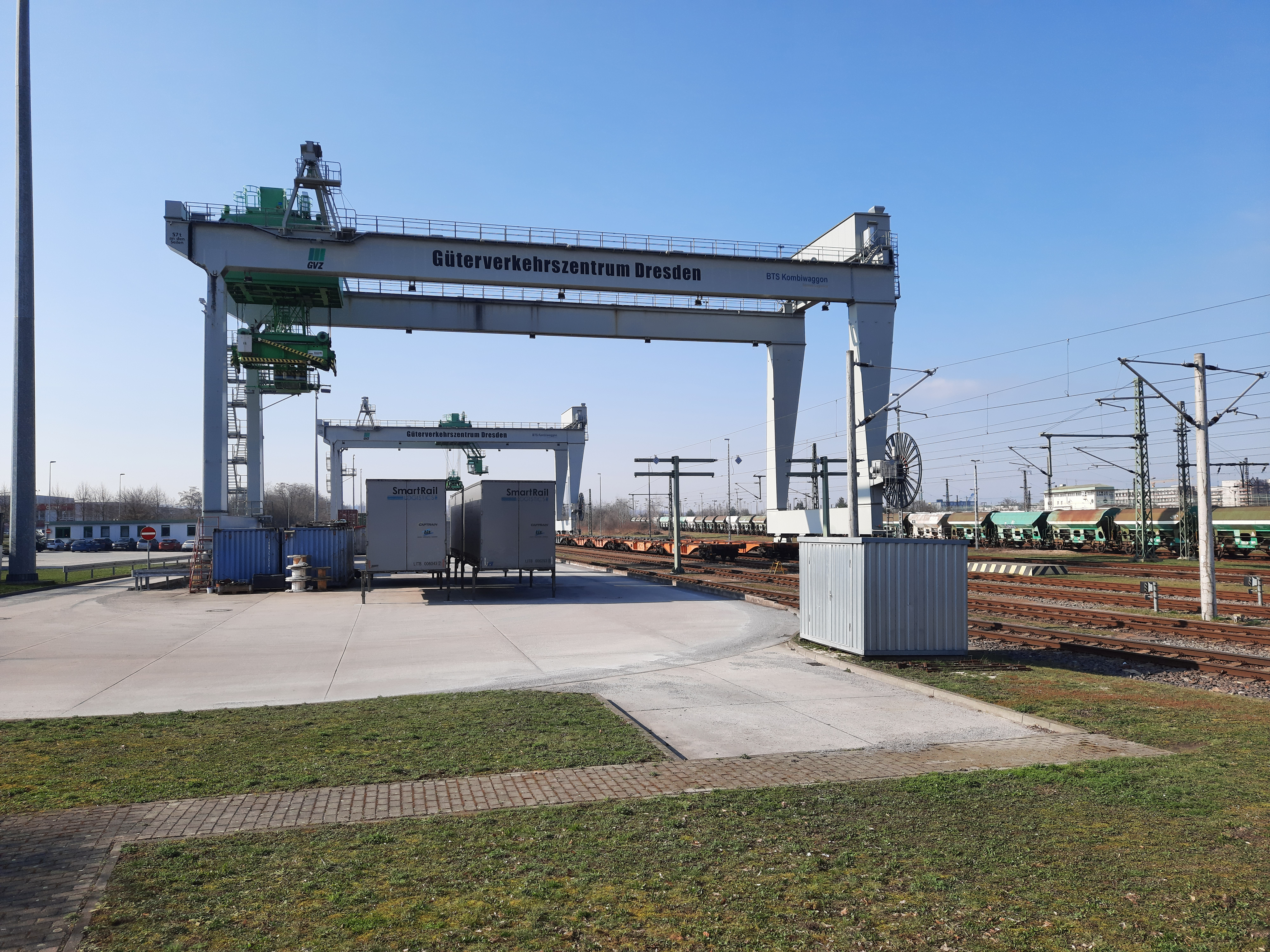
2024 GVZ Dresden

### 2010 Ein Gewerbepark entsteht
Auf dem Gelände des Bahnbetriebswerkes entstand nach der Abwicklung der Gewerbepark Hamburger Str. GmbH V60 und wurde am 8. November 2016 im Handelsregister beim Amtsgericht Dresden registriert.

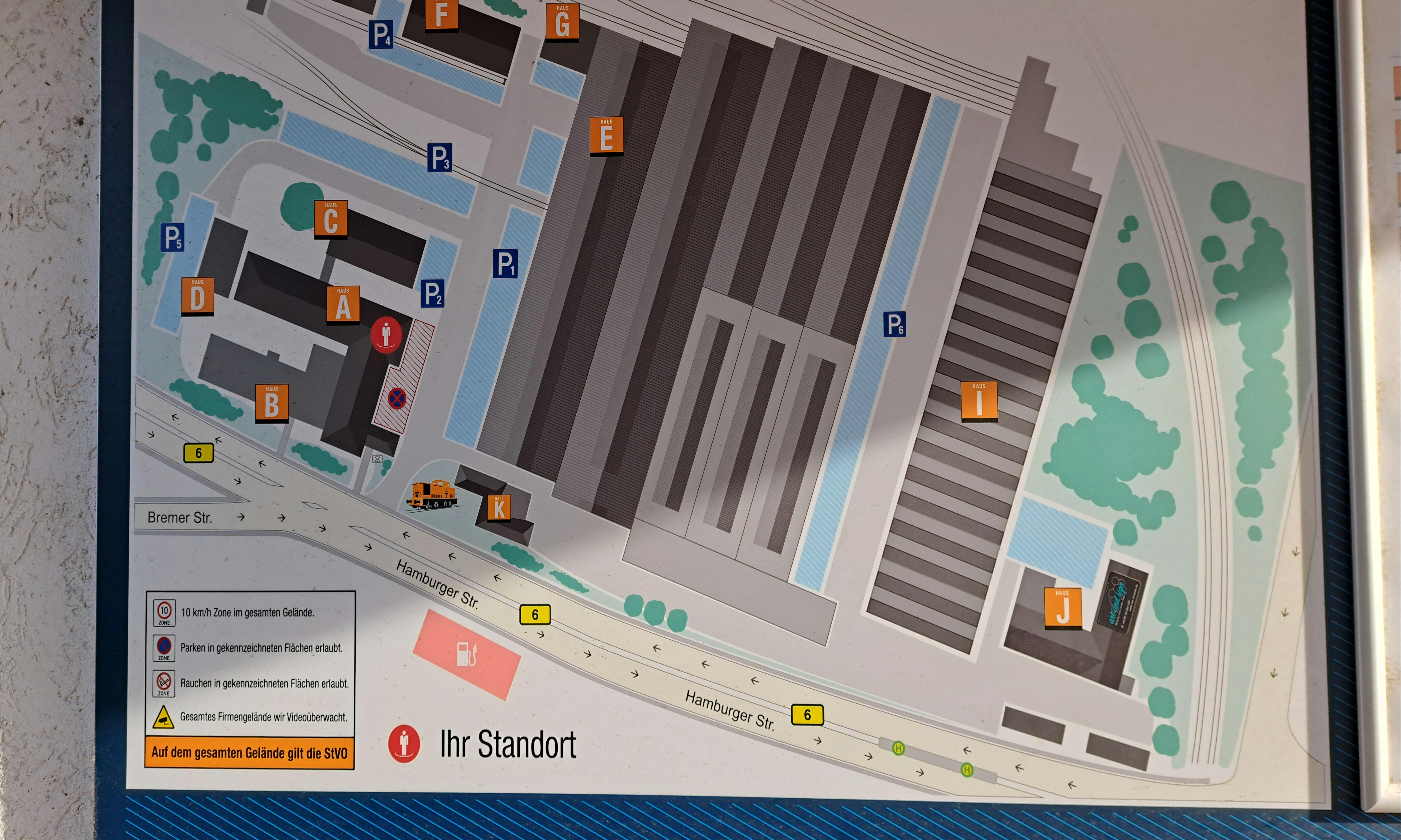
Gewerbepark V60